# Lissonota gurna
Lissonota gurna là một loài tò vò trong họ Ichneumonidae.